# Élections municipales ålandaises de 2019
Les élections municipales ålandaises de 2019 ont lieu le 20 octobre 2019 aux Îles Åland en même temps que les législatives.